# Prophantis adusta
Prophantis adusta là một loài bướm đêm trong họ Crambidae.